# 爆笑英语优能作文
《爆笑英语优能作文》是朱斌在漫友文化推出的漫画，在《爆笑汉字》1、2后2013年8月推出。介绍包括九个作文的题材，分别有叙事记叙文、看图作文发言稿、写人记叙文、日记、书信、通知、倡议书和议论文。剖析范文的要点和重点。每篇章用趣味小知识和小游戏等内容当开篇。